# 亚新生活广场
亚新生活广场是位於中華人民共和國上海市普陀區長壽路的一個商場，原址是一個名叫梅芳里的弄堂。上海市人民政府於1951年6月8日建立了第一个居民委员会梅芳里居民委员会。亚新生活广场於1996年12月建成开业。該商場由上海昆仑台湾商城有限公司与新加坡台联商业投资股份有限公司经营，商場占地面积19000平方米，营业面积35000平方米，由六幢楼宇组成。张信哲等艺人曾在此处办过歌迷见面会。
後來由于商场硬件设施破损，装修风格老旧，逐渐失去了原有的商业地位。在2019年曾计划与某国际商业集团合作，重新规划和调整亚新生活广场商业模式及定位，但最终未有实施；2021年上海音像城关闭后，亚新生活广场引进“虬江路专区”尝试转型，但成效甚微。2023年，亚新生活广场启动新一轮的改造升级，计划引入新品牌。升级后的商场将于2024年7月开放。